# Wilkin (rivière)
Pour les articles homonymes, voir Wilkin.
La rivière Wilkin  est un cours d’eau du secteur de Makarora dans la région d’Otago dans l’Île du Sud de la Nouvelle-Zélande et affluent de la rivière Makarora, donc un sous-affluent du fleuve Clutha.

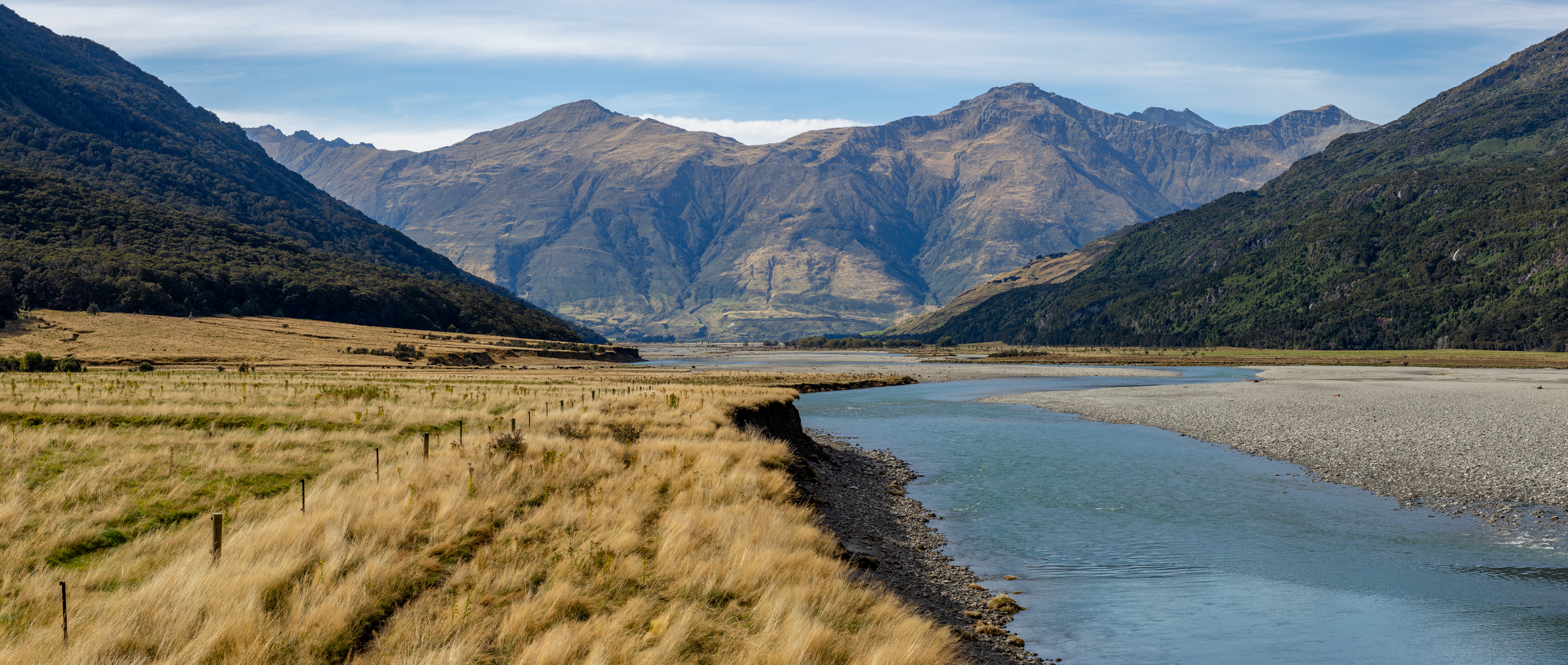
La rivière Wilkin près du confluent avec la rivière Makarora. Avril 2019.

## Géographie
Elle se jette dans la rivière Makarora au nord du Lac Wanaka.
La région de Makarora est une zone de protection naturelle. Elle présente une grande variété de paysages naturels, allant des montagnes couvertes de glace aux rivières et à la forêt humide. Le tourisme local permet des trajets en hélicoptère et en jetboat (en) le long de la rivière Wilkin.